# Referendum nelle Maldive del 1959
Il referendum nelle Maldive del 1959 si svolse nel marzo 1959 per chiedere l'approvazione di un'azione militare per riconquistare i territori secessionisti dell'autoproclamata Repubblica Unita delle Suvadive.
Seppure i dati ufficiali dello scrutinio siano andati persi, la proposta venne approvata dalla maggioranza degli elettori.
Nel luglio 1959 le truppe maldiviane riconquistarono gli atolli di Huvadu e Fuahmipulah, ma ci furono poi ancora altre rivolte su queste isole negli anni successivi. Nel febbraio 1960 il Regno Unito poté riaffittare l'isola di Gan, ma lasciò che la Repubblica dei Suvadivi durasse sull'atollo Addu fino al 1963. Il 22 settembre 1963 gli inglesi ritirarono il sostegno ai ribelli e riconsegnarono l'isola al governo di Malé. L'ex base militare britannica è ora riconvertita nell'Aeroporto Internazionale di Gan.